# Гонам
Гонам (фр. Gonnehem) насеље је и општина у североисточној Француској у региону Север-Па д Кале, у департману Па де Кале која припада префектури Béthune.
По подацима из 2011. године у општини је живело 2498 становника, а густина насељености је износила 163,16 становника/km². Општина се простире на површини од 15,31 km². Налази се на средњој надморској висини од 20 метара (максималној 44 m, а минималној 17 m).

## Демографија
| 1962. | 1968. | 1975. | 1982. | 1990. | 1999. | 2011. |
| ----- | ----- | ----- | ----- | ----- | ----- | ----- |
| 1.701 | 1.755 | 1.740 | 1.805 | 2.172 | 2.139 | 2.498 |

График промене броја становника у току последњих година